# René Millet (1910-1978)
Pour les articles homonymes, voir René Millet et Millet.
René Millet, né le 15 août 1910 à Londres et mort le 9 avril 1978 à Paris, est un diplomate et résistant français.

## Décorations
- Commandeur de la Légion d'honneur
- Compagnon de la Libération
- Croix de guerre 1939–1945 (8 citations)
- Médaille de la Résistance française par décret du 22 septembre 1945[3]
- Médaille des évadés
- Médaille coloniale avec agrafes "Libye", "Tunisie"